# Samuel Kroon
Samuel Karl Johan Kroon (28 novembre 1996) è un calciatore svedese, centrocampista dell'Örebro.

## Carriera
Cresciuto nei settori giovanili di IK Bele e Spånga IS, nella prima parte di carriera ha militato tra la terza e la quinta divisione svedese con varie squadre.
Il 19 novembre 2019 viene acquistato dall'Halmstad, club militante in Superettan, firmando un contratto di durata triennale e compiendo quindi un doppio salto di categoria. Ottenuta la promozione in Allsvenskan al termine della stagione 2020, il 4 luglio 2021 ha esordito nella massima divisione svedese, in occasione dell'incontro pareggiato per 1-1 contro l'Hammarby. Il 19 luglio successivo ha realizzato la sua prima rete in campionato, con la quale ha permesso all'Halmstad di pareggiare per 1-1 contro il Varberg.
Il 6 dicembre 2022 si trasferisce al Brommapojkarna, club neopromosso nella massima serie. Il 9 agosto, durante il girone di ritorno dell'Allsvenskan 2023, viene ceduto a titolo definitivo all'Örebro nel campionato di Superettan.

## Statistiche

### Presenze e reti nei club
Statistiche aggiornate al 26 aprile 2023.
| Stagione             | Squadra              | Campionato           | Campionato | Campionato | Coppe nazionali | Coppe nazionali | Coppe nazionali | Coppe continentali | Coppe continentali | Coppe continentali | Altre coppe | Altre coppe | Altre coppe | Totale | Totale |
| Stagione             | Squadra              | Comp                 | Pres       | Reti       | Comp            | Pres            | Reti            | Comp               | Pres               | Reti               | Comp        | Pres        | Reti        | Pres   | Reti   |
| -------------------- | -------------------- | -------------------- | ---------- | ---------- | --------------- | --------------- | --------------- | ------------------ | ------------------ | ------------------ | ----------- | ----------- | ----------- | ------ | ------ |
| 2014                 | Täby FK              | D3                   | 20         | 4          |                 | -               | -               |                    | -                  | -                  |             | -           | -           | 20     | 4      |
| 2015                 | Bele Barkarby        | D3                   | 13         | 2          |                 | -               | -               |                    | -                  | -                  |             | -           | -           | 13     | 2      |
| 2016                 | Nyköpings BIS        | D1                   | 9          | 0          | CS              | 1               | 0               |                    | -                  | -                  |             | -           | -           | 10     | 0      |
| 2017                 | Nyköpings BIS        | D1                   | 24         | 2          | CS              | 3               | 0               |                    | -                  | -                  |             | -           | -           | 27     | 2      |
| 2018                 | Nyköpings BIS        | D1                   | 29         | 4          | CS              | 2               | 0               |                    | -                  | -                  |             | -           | -           | 31     | 4      |
| Totale Nyköpings BIS | Totale Nyköpings BIS | Totale Nyköpings BIS | 62         | 6          |                 | 6               | 0               |                    | -                  | -                  |             | -           | -           | 68     | 6      |
| 2019                 | Umeå FC              | D1                   | 27+2       | 9+0        |                 | -               | -               |                    | -                  | -                  |             | -           | -           | 29     | 9      |
| 2020                 | Halmstad             | S1                   | 29         | 7          | CS+CS           | 3+1             | 0+1             |                    | -                  | -                  |             | -           | -           | 33     | 8      |
| 2021                 | Halmstad             | A                    | 22+2       | 2+1        |                 | -               | -               |                    | -                  | -                  |             | -           | -           | 24     | 3      |
| 2022                 | Halmstad             | S1                   | 11         | 3          | CS              | 2               | 0               |                    | -                  | -                  |             | -           | -           | 13     | 3      |
| Totale Halmstad      | Totale Halmstad      | Totale Halmstad      | 62+2       | 12+1       |                 | 6               | 1               |                    | -                  | -                  |             | -           | -           | 70     | 14     |
| 2023                 | Brommapojkarna       | A                    | 3          | 0          |                 | -               | -               |                    | -                  | -                  |             | -           | -           | 3      | 0      |
| Totale carriera      | Totale carriera      | Totale carriera      | 191        | 34         |                 | 12              | 1               |                    | -                  | -                  |             | -           | -           | 203    | 35     |

## Palmarès

### Club

#### Competizioni nazionali
- Superettan: 1

Halmstad: 2020